# Pete Cunningham
Darius Lee Cunningham, detto Pete (Chicago, 2 luglio 1942), è un ex cestista statunitense.

## Carriera
Con gli Stati Uniti ha disputato i Campionati mondiali del 1967.